# 奥登 (莱里达省)
奥登，是西班牙加泰罗尼亚莱里达省的一个市镇。 总面积114平方公里，总人口277人（2001年），人口密度2人/平方公里。